# Cocoa (Flórida)
Cocoa é uma cidade localizada no estado americano da Flórida, no condado de Brevard. Foi incorporada em 1895.

## Geografia
De acordo com o United States Census Bureau, a cidade tem uma área de 39,9 km², onde 34,5 km² estão cobertos por terra e 5,4 km² por água.

### Localidades na vizinhança
O diagrama seguinte representa as localidades num raio de 16 km ao redor de Cocoa.

## Demografia
Segundo o censo nacional de 2010, a sua população é de 17 140 habitantes e sua densidade populacional é de 496,83 hab/km². Possui 8 603 residências, que resulta em uma densidade de 249,37 residências/km².

## Lista de marcos
A relação a seguir lista as entradas do Registro Nacional de Lugares Históricos em Cocoa. Aquelas marcadas com ‡ também são um Marco Histórico Nacional.
- Aladdin Theater
- City Point Community Church
- Cocoa Junior High School
- Cocoa Post Office
- Estação da Força Aérea de Cabo Canaveral‡
- Porcher House

## Geminações
A cidade de Cocoa é geminada com as seguintes municipalidades:
- Bete-Semes, Distrito de Jerusalém, Israel